# Schinus polygamus
Schinus polygamus är en sumakväxtart som först beskrevs av Antonio José Cavanilles, och fick sitt nu gällande namn av Cabrera. Schinus polygamus ingår i släktet Schinus och familjen sumakväxter. Utöver nominatformen finns också underarten S. p. parviflorus.